# María Claudia Lacouture
María Claudia Lacouture Pinedo, née en 1974 à Santa Marta, est une économiste et femme politique colombienne.